# Лён украинский
Лён украинский (лат. Linum ucranicum) — вид многолетних травянистых растений рода Лён семейства Льновые.

## Ареал и среда обитания
Донецко-донской эндемик. Распространён на Украине в бассейне Северского Донца и его притоков и в европейской части России по среднему течению Дона.
Как правило, произрастает на любой меловой почве, как на обнажениях крутых склонов с выходами на поверхность плотных слоёв коренной толщи мела, так и на подвижных обнажённых осыпях на стенках и склонах молодых оврагов, обычно растёт на южных склонах.

## Описание
Многолетнее растение. Травянистое. С восходящими, при основании деревянистыми голыми стеблями и прикорневой розеткой ланцетных сидячих листьев.
Цветки крупные (до 2 см в диаметре), жёлтые. Плод — коробочка, с гладкими семенами.
Цветет с мая по июль.

## Охрана
Включён в Красные книги следующих субъектов Российской Федерации: Белгородская область, Курская область, Ростовская область, Ульяновская область, а также в Красную книгу Харьковской области Украины.

## Ботаническая классификация

### Синонимы
По данным The Plant List на 2010 год, в синонимику вида входят:
- Linum flavum var. ucranicum Griseb. ex Planch.
- Linum ucranicum subsp. uralense (Juz.) T.V.Egorova
- Linum uralense Juz.